# Bahnhof Rochlitz (Sachs)
Der Bahnhof Rochlitz (Sachs) ist ein ehemaliger Eisenbahn-Verkehrsknotenpunkt im heutigen Landkreis Mittelsachsen im Freistaat Sachsen. Der Bahnhof war an drei Eisenbahnstrecken angeschlossen. Seit 2001 ist im Bahnhof der Zugbetrieb eingestellt.

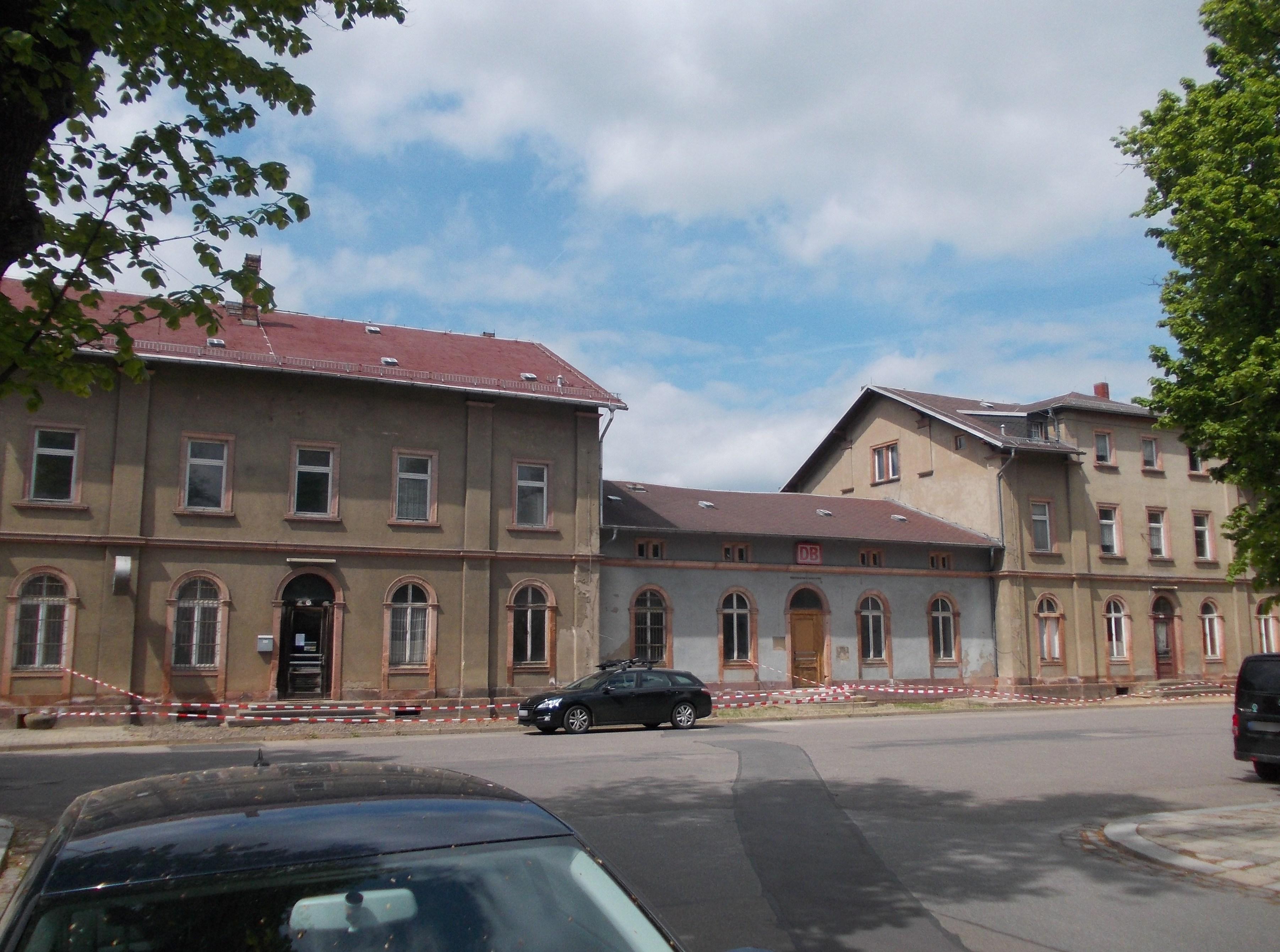
Das Bahnhofsgebäude, Zustand 2014

## Geografische Lage
Der Bahnhof Rochlitz (Sachs) befindet sich im nördlichen Stadtgebiet von Rochlitz östlich der Ortslage Poppitz. Im Westen befindet sich der Frelsbach, der nördlich des Bahnhofs in die Zwickauer Mulde mündet, die das Bahnhofsareal im Osten begrenzt.

## Bahnhofsname
Der Bahnhof trug während seiner Betriebszeit vier unterschiedliche Namen, im Einzelnen waren dies:
- bis 30. September 1900: Rochlitz
- bis 30. Juni 1911: Rochlitz in Sachsen
- bis 21. Dezember 1933: Rochlitz (Sa.)
- ab 22. Dezember 1933: Rochlitz (Sachs)

## Geschichte

### Rochlitz wird Nebenbahnknoten
Den ersten Anschluss an das Eisenbahnnetz erlangte die Kreisstadt Rochlitz durch die am 8. April 1872 eröffnete Bahnstrecke Rochlitz–Narsdorf–Penig. Dabei wurde auch 1870/71 das Empfangsgebäude aus dem charakteristischen Roten Porphyr errichtet. Mit dem Bau der am 9. Dezember 1875 zwischen Rochlitz und Großbothen eröffneten Muldentalbahn (Bahnstrecke Glauchau–Großbothen–Wurzen) wurde Rochlitz zum Knotenbahnhof. Dies erforderte auch eine Erweiterung der Bahnhofsanlagen. Am 29. Mai 1876 wurde die Muldentalbahn Richtung Süden von Rochlitz bis Penig verlängert, ehe diese ab 30. Juni 1877 von Glauchau bis Wurzen durchgehend befahrbar war. Komplettiert wurde der Eisenbahnknoten durch die am 7. Dezember 1893 eröffnete Bahnstrecke Waldheim–Rochlitz. Durch die am 30. Juni 1902 erfolgte Eröffnung der in Wechselburg von der Muldentalbahn abzweigenden Chemnitztalbahn hatte Rochlitz letztlich auch einen direkten Anschluss an Chemnitz.
Der Bahnhof Rochlitz wurde mit der gestiegenen Bedeutung sukzessive erweitert. Für den Personenverkehr standen neben dem Hausbahnsteig noch zwei Zwischenbahnsteige zur Verfügung, die jedoch, den Nebenbahnanforderungen entsprechend, alle nur mit niedrigen Bahnsteigkanten ausgestattet wurden und nur durch Überschreiten der Gleise erreichbar waren. Zur Abwicklung des Güterverkehrs gab es mehrere Abstellgleise, ein Freiladegleis und ein Frachtenmagazin. Das Bahnbetriebswerk umfasste einen zwölfständigen Ringlokschuppen samt Drehscheibe. Nach der Umstellung vom Dampf- auf den Dieselbetrieb wurde dort auch eine Zapfsäule für die Dieselloks und Dieseltriebwagen errichtet. Neben dem im Empfangsgebäude situierten mechanischen Befehlsstellwerk der Bauform „Einheit“ gab es im Bahnhof am nördlichen Ende auch ein mechanisches Wärterstellwerk der Bauform „Jüdel“. Betrieblich waren alle Hauptgleise mit Einfahr- und Ausfahr-Formsignalen ausgestattet. Das Bahnbetriebswerk wurde später zu einer Einsatzstelle des Betriebswerks Glauchau herabgestuft, bestand jedoch noch bis ins Jahr 1994. Das Empfangsgebäude weist einen einstöckigen Mittelteil und beim Hausbahnsteig eine Überdachung auf. Daran schließen zwei dreigeschossig errichtete Flügel an.

### Nach dem Zweiten Weltkrieg

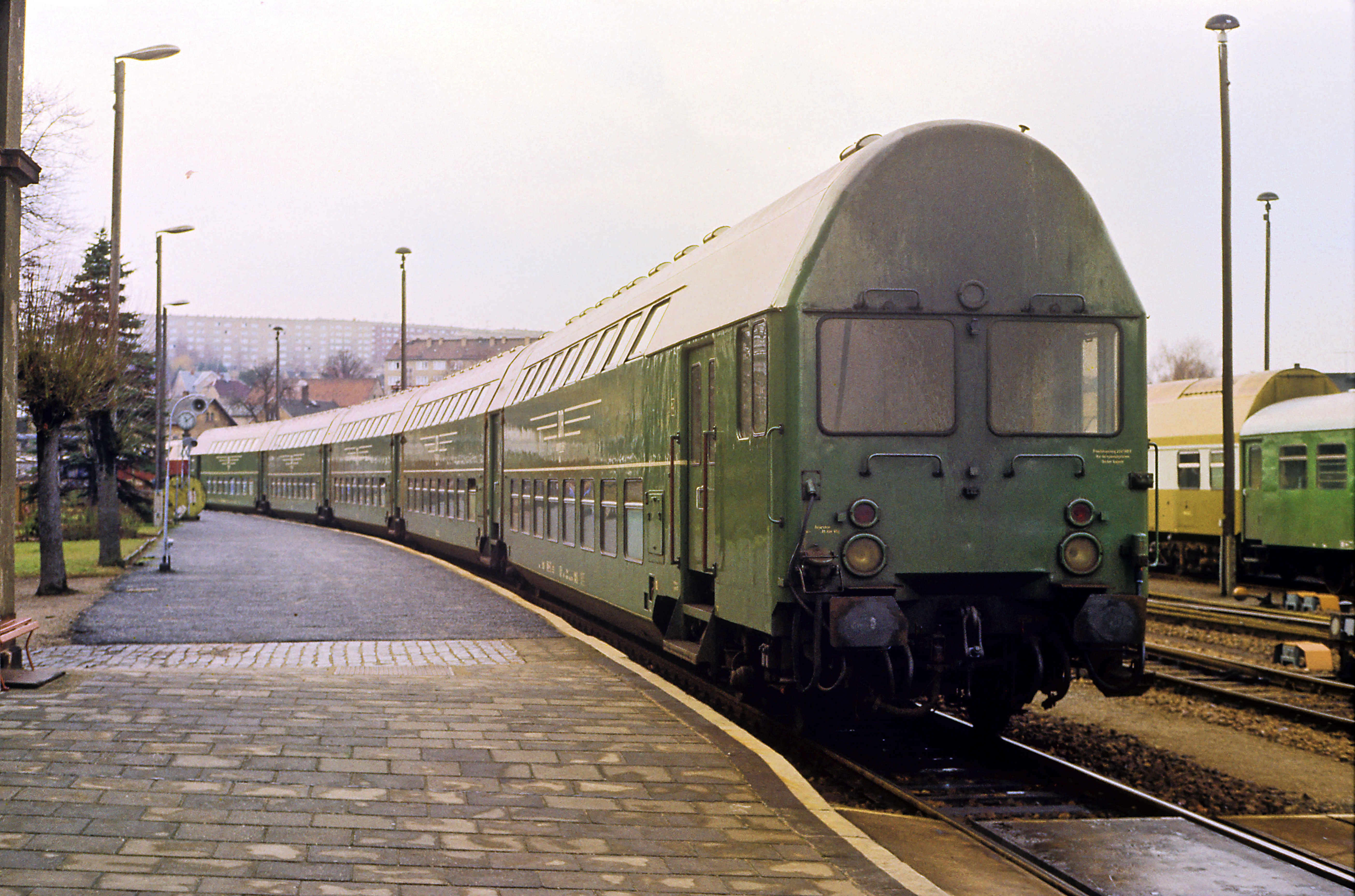
Doppelstockgliederzug Bauart 1971 im Bahnhof Rochlitz (1993)

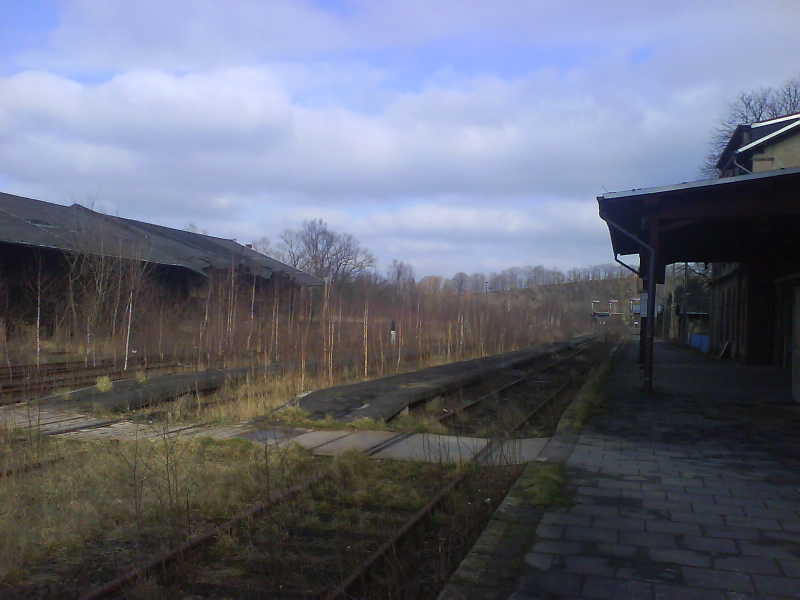
Zustand des Bahnhofs im Jahr 2007

1947 wurde die Strecke von Rochlitz nach Narsdorf als Reparationsleistung an die Sowjetunion abgebaut. Ab 1963 wurde die Strecke wieder aufgebaut und zunächst ab 1965 für den Güterverkehr genutzt. Ab dem Sommerfahrplan 1969 fuhren am Wochenende wieder Personenzüge. Werktags verkehrten erst ab 1975 Personenzüge zwischen Rochlitz und Narsdorf.
Mit der Deutschen Wiedervereinigung wurde auch die Deutsche Reichsbahn bei der Deutschen Bahn eingegliedert. Durch die am 1. Januar 1994 in Kraft getretene Bahnreform hörte die Deutsche Reichsbahn endgültig zu existieren auf. Ein rigoroses Sparprogramm bei den Nebenbahnen war die Folge. Diesem fielen auch die Bahnstrecken rund um den Bahnhof Rochlitz zum Opfer.

### Stilllegungen
Nachdem auf der Strecke Waldheim–Rochlitz der Güterverkehr ab 1992 praktisch zum Erliegen gekommen war, wurde dieser mit 31. Dezember 1995 endgültig eingestellt. Der Personenverkehr wurde zwar mit sechs Zugpaaren von Montag bis Freitag sowie drei Zugpaaren an Samstagen, Sonn- und Feiertagen aufrechterhalten, doch kaum mehr angenommen, da die Strecke in einem derart desolaten Zustand war, dass der Zug für die knapp 21 Kilometer lange Strecke nahezu eineinhalb Stunden Fahrzeit benötigte. So war es nur eine Frage der Zeit, bis auch der Personenverkehr eingestellt wird, was per 1. Juli 1997 der Fall war. Am 2. Juni 1998 wurde die Stilllegung der Strecke vom Eisenbahn-Bundesamt genehmigt. Am 6. Dezember 1999 wurde der Personenverkehr auf der Muldentalbahn im Streckenabschnitt Colditz–Rochlitz wegen schlechten Oberbauzustandes auf Schienenersatzverkehr umgestellt. Zwischen Rochlitz und Glauchau verkehrten noch bis 9. Juni 2001 Züge. Auch in Richtung Narsdorf wurde der Personenverkehr am 28. Mai 2000 eingestellt. Vom Eisenbahn-Bundesamt wurden 2002 und 2004 die Stilllegungen der Infrastrukturen genehmigt.

### Aktuelle Entwicklungen

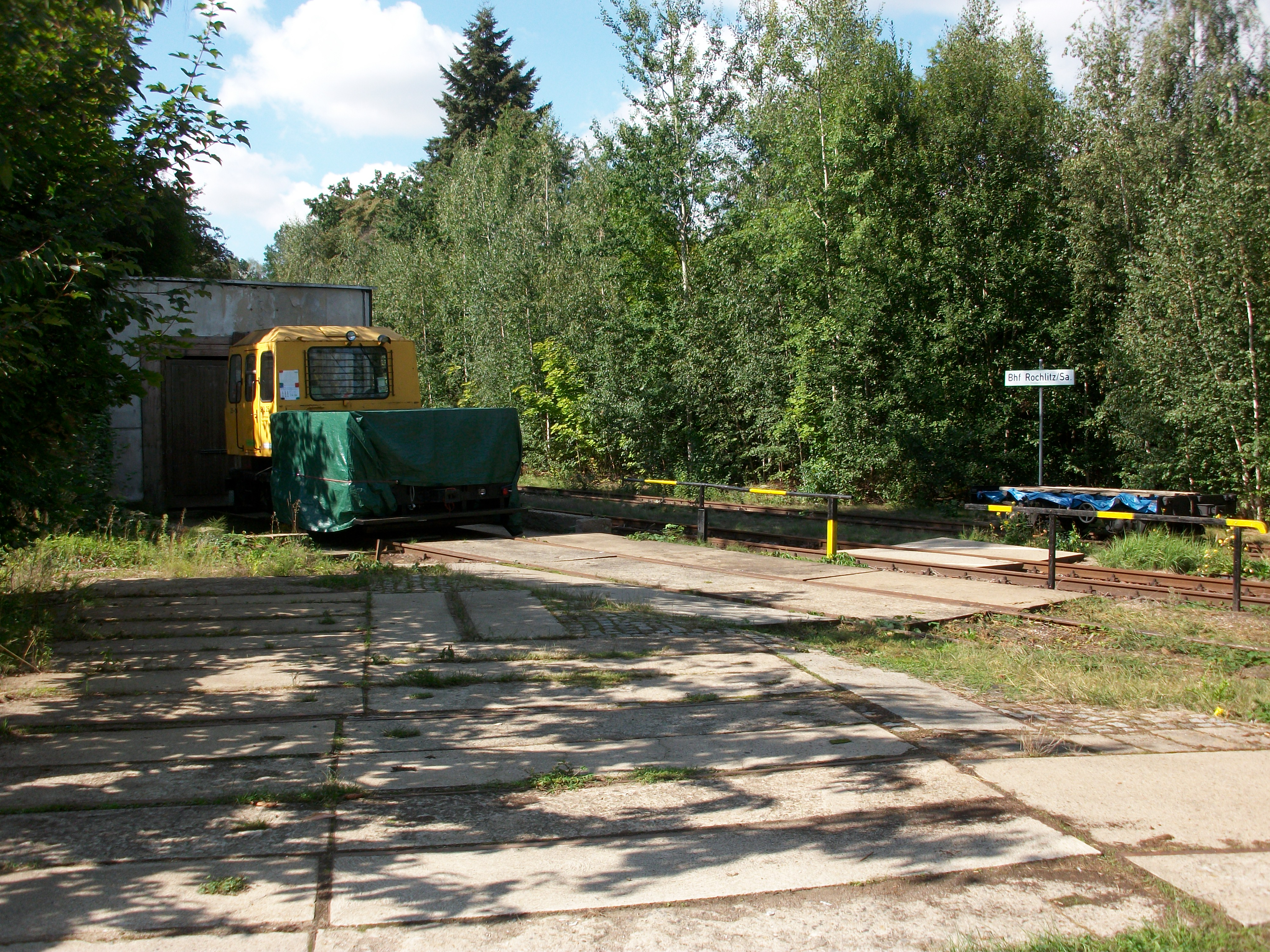
Bahnhof Rochlitz (Sachs), Bahnhofseinfahrt aus Richtung Narsdorf mit Schienenfahrzeug und Stationsschild der Frelsbachtalbahn (2020)

Die Deutsche Regionaleisenbahn konnte im Januar 2005 bei der Netz AG der DB für die Muldentalbahn und für die Strecke Narsdorf–Rochlitz einen Trassensicherungsvertrag erwirken, womit eine mögliche Entwidmung vorerst verhindert ist. Auf Regionalkonferenzen sprachen sich Vertreter der Region zwar mehrheitlich für den Erhalt der Strecken aus, schränkten jedoch ein, dies nur im Rahmen ihrer finanziellen Möglichkeiten zu tun. Trotz verbaler Zusicherungen von Unterstützungen konnte der weitere Verfall der Strecken nicht verhindert werden. Dies auch, weil 2008 seitens des Verkehrsverbundes Mittelsachsen die Notwendigkeit der Bestellung von SPNV-Leistungen und damit eine Wiederinbetriebnahme des Zugverkehrs als nicht erforderlich gesehen wird.
Aufgrund dieser Entscheidung wurden noch im Jahr 2008 sämtliche Bahnhofgleise mit Ausnahme der drei Bahnsteiggleise abgebaut. 2010 war nur mehr das Gleis 1 frei von Bewuchs, die Strecke nach Narsdorf war noch vorhanden, doch nicht befahren, der Zustand der Muldenbrücke dürfte ebenfalls keine Befahrung mehr zulassen. Die Strecke nach Waldheim war bereits an mehreren Stellen unterbrochen. Das Gleis der Muldentalbahn war sowohl nach Glauchau als auch nach Großbothen noch vorhanden. Seit 11. Juli 2009 finden an einigen Tagen zwischen Rochlitz und Wechselburg durch den 2006 gegründeten „Förderverein Muldentalbahn“ Nostalgiefahrten mit Motordraisinen statt. Nachdem die IG Muldental BahnTourismus e. V. im Jahr 2017 den Abschnitt Rochlitz–Narsdorf übernommen und freigeschnitten hat, bietet sie auf dem Abschnitt Draisinenfahren unter dem Namen „Frelsbachtalbahn“ an.

## Bahnbetriebswerk Rochlitz
Mit der Eröffnung der Muldentalbahn erhielt der Bahnhof Anlagen zur Lokbehandlung. Bereits 1893 mit der Eröffnung der Bahnstrecke nach Waldheim genügten die Anlagen den Anforderungen nicht mehr, das alte zweiständige Heizhaus wurde abgerissen und durch einen größeren Neubau mit einer Drehscheibe ersetzt. Mit der Eröffnung der Chemnitztalbahn wurden weitere Stände angebaut.
1933 wurde Rochlitz zu einem selbstständigen Bahnbetriebswerk (Bw) aufgewertet. Der höchste Fahrzeugbestand mit 23 beheimateten Lokomotiven wurde 1942/43 erreicht. Im Juli 1966 wurde das Bw aufgelöst und als Einsatzstelle dem Bw Glauchau angegliedert. Die Einsatzstelle wurde 1996 aufgegeben.